# Andżelika Możdżanowska
Andżelika Anna Możdżanowska, née le 20 mars 1975 à Kępno en Pologne, est une journaliste, économiste et femme politique polonaise, membre de Droit et justice. Elle est élue députée européenne en 2019.